# Magyar American Football League 2005
La Magyar American Football League 2005 è la 1ª edizione del campionato di football americano di primo livello, organizzato dalla MAFL.

## Squadre partecipanti
| Club                | Città       | Stadio | Sponsor ufficiale |
| ------------------- | ----------- | ------ | ----------------- |
| Budapest Wolves 2   | Budapest    |        | ARD7              |
| Debrecen Gladiators | Debrecen    |        |                   |
| Győr Sharks         | Győr        |        |                   |
| Nagykanizsa Demons  | Nagykanizsa |        |                   |

## Stagione regolare

### Calendario

#### 1ª giornata
| Győr 1º ottobre 2005, ore 14:00 | Győr Sharks | 50 – 28 (7-8 27-6 13-6 3-8) | Debrecen Gladiators | Bácsai Sporttelep (250 spett.) |

| Nagykanizsa 2 ottobre 2005, ore 13:00 | Nagykanizsa Demons | 0 – 79 (0-23 0-21 0-21 0-14) | Budapest Wolves 2 | Mindenki Sportpálya (1300 spett.) |

#### 2ª giornata
| Nagykanizsa 8 ottobre 2005, ore 13:00 | Nagykanizsa Demons | 14 – 63 (7-28 0-21 7-7 0-7) | Győr Sharks | Mindenki Sportpálya (400 spett.) |

| Budapest 9 ottobre 2005, ore 13:00 | Budapest Wolves 2 | 49 – 7 (28-0 7-0 14-0 0-7) | Debrecen Gladiators | Wolves Stadion (800 spett.) |

#### 3ª giornata
| Debrecen 15 ottobre 2005, ore 13:00 | Debrecen Gladiators | 55 – 20 (20-0 13-7 15-7 7-6) | Nagykanizsa Demons | Nagyerdei Stadion (600 spett.) |

| Győr 16 ottobre 2005, ore 13:00 | Győr Sharks | 7 – 45 (0-14 0-14 7-10 0-7) | Budapest Wolves 2 | Bácsai Sporttelep (600 spett.) |

### Classifica
La classifica della regular season è la seguente:
- PCT = percentuale di vittorie, G = partite giocate, V = partite vinte,  P = partite perse, PF = punti fatti, PS = punti subiti

| Pos. | Squadra             | PCT   | G | V | N | P | PF  | PS  |
| ---- | ------------------- | ----- | - | - | - | - | --- | --- |
| 1    | Budapest Wolves 2   | 1.000 | 3 | 3 | 0 | 0 | 173 | 14  |
| 2    | Győr Sharks         | .667  | 3 | 2 | 0 | 1 | 120 | 87  |
| 3    | Debrecen Gladiators | .333  | 3 | 1 | 0 | 2 | 90  | 119 |
| 4    | Nagykanizsa Demons  | .000  | 3 | 0 | 0 | 3 | 34  | 197 |

## Playoff

### Tabellone
|  | Semifinali | Semifinali          | Semifinali |                     |   | I Hungarian Bowl  | I Hungarian Bowl | I Hungarian Bowl |  |
|  |            |                     |            |                     |   |                   |                  |                  |  |
|  | 1          | Budapest Wolves 2   | 72         |                     |   |                   |                  |                  |  |
|  | 1          | Budapest Wolves 2   | 72         |                     |   |                   |                  |                  |  |
|  | 4          | Nagykanizsa Demons  | 2          |                     |   |                   |                  |                  |  |
|  | 4          | Nagykanizsa Demons  | 2          |                     | 1 | Budapest Wolves 2 | 46               |                  |  |
|  |            |                     |            |                     | 1 | Budapest Wolves 2 | 46               |                  |  |
|  |            |                     | 3          | Debrecen Gladiators | 0 |                   |                  |                  |  |
|  | 2          | Győr Sharks         | 3          | Debrecen Gladiators | 0 | 27                |                  |                  |  |
|  | 2          | Győr Sharks         |            |                     |   |                   |                  |                  |  |
|  | 3          | Debrecen Gladiators | 34         |                     |   |                   |                  |                  |  |

### Semifinali
| Győr 29 ottobre 2005, ore 13:00 | Győr Sharks | 27 – 34 (6-6 7-7 8-7 6-14) | Debrecen Gladiators | Bácsai Sporttelep (300 spett.) |

| Budapest 6 novembre 2005, ore 12:00 | Budapest Wolves 2 | 72 – 2 (16-0 28-0 7-2 21-0) | Nagykanizsa Demons | Wolves Stadion (400 spett.) |

### I Hungarian Bowl
| Budapest 19 novembre 2005, ore 12:00 | Budapest Wolves 2 | 46 – 0 (7-0 27-0 3-0 9-0) | Debrecen Gladiators | BVSC Stadion (1600 spett.)\| Arbitro: \| Doboczky \| |
| Arbitro:                             | Doboczky          |                           |                     |                                                      |

## Verdetti
- Budapest Wolves 2 Campioni dell'Ungheria 2005